# Parcul Național și Natural Sierra Nevada
Parcul Național și Natural Sierra Nevada este o arie protejată (arie specială de conservare — SAC, sit de importanță comunitară — SCI, arie de protecție specială avifaunistică — SPA) din Spania întinsă pe o suprafață de 172.238,05 ha, integral pe uscat.

## Localizare
Centrul sitului Parcul Național și Natural Sierra Nevada este situat la coordonatele 37°04′00″N 3°08′23″W / 37.0666°N 3.1397°V.

## Înființare
Situl Parcul Național și Natural Sierra Nevada a fost declarat sit de importanță comunitară în decembrie 1997 pentru a proteja 9 specii de plante și 89 de specii de animale. Alte tipuri de protecție:
- arie de protecție specială avifaunistică (în octombrie 2002)[3]
- arie specială de conservare (în septembrie 2012)[2][4][5]

## Biodiversitate
Situată în ecoregiunea mediteraneană, aria protejată conține 40 de habitate naturale: Salicornia și alte specii anuale care populează regiunile mlăștinoase și nisipoase, Peșteri inaccesibile publicului, Formațiuni riverane pe cursurile de apă mediteraneene cu debit intermitent, cu specii de Rhododendron ponticum, Salix și altele, Dehesas cu Quercus spp. perene, Mlaștini calcaroase cu Cladium mariscus și specii de Caricion davallianae, Pajiști alpine și subalpine calcaroase, Păduri aluvionare cu Alnus glutinosa și Fraxinus excelsior (Alno-Padion, Alnion incanae, Salicion albae), Galerii și tufărișuri riverane sudice (Nerio-Tamaricetea și Securinegion tinctoriae), Lacuri și iazuri distrofice naturale, Pante stâncoase calcaroase cu vegetație casmofită, Formațiuni ierboase bogate în specii de Nardus, dezvoltate pe substraturi silicioase în zone montane (și în zone submontane, în Europa continentală), Grohotișuri termofile și vest-mediteraneene, Ape oligotrofe din câmpii nisipoase, cu un conținut foarte redus de minerale (Littorelletalia uniflorae), Pajiști umede mediteraneene cu ierburi înalte de Molinio-Holoschoenion, Pseudostepă cu ierburi și specii anuale de Thero-Brachypodietea, Păduri termofile cu Fraxinus angustifolia, Păduri de stejar galițio-portugheze cu Quercus robur și Quercus pyrenaica, Lacuri eutrofice naturale cu vegetație de tip Magnopotamion sau Hydrocharition, Păduri de pin mediteraneene cu pini mezogeni endemici, Formațiuni stabile xerotermofile de Buxus sempervirens pe pante stâncoase (Berberidion p.p.), Formațiuni montane de Cytisus purgans, Păduri de Quercus ilex și Quercus rotundifolia, Păduri de Castanea sativa, Păduri de pin (sub-) mediteraneene cu pini negri endemici, Ape puternic oligomezotrofe cu vegetație bentonică cu Chara spp., Matorral arborescenți cu Juniperus spp., Galerii de Salix alba și de Populus alba, Pante stâncoase silicioase cu vegetație casmofită, Pajiști uscate europene, Pajiști alpine și boreale, Tufărișuri termo-mediteraneene și de pre-deșert, Râuri mediteraneene cu debit permanent și vegetație de Glaucium flavum, Lande oro-mediteraneene cu formațiuni endemice de grozamă, Fânețe de joasă altitudine (Alopecurus pratensis, Sanguisorba officinalis), Stepe sărăturate mediteraneene (Limonietalia), Pajiști oro-iberice cu Festuca indigesta, Păduri iberice de Quercus faginea și Quercus canariensis, Tufărișuri halo-nitrofile (Pegano-Salsoletea), Liziere de ierburi înalte hidrofile de câmpie și de nivel montan până la alpin, Iazuri temporare mediteraneene.
La baza desemnării sitului se află mai multe specii protejate:
- plante (9): Centaurea gadorensis, Erodium rupicola, Festuca elegans, Galium viridiflorum, Leontodon boryi, Pinguicula nevadensis, Scorzoneroides microcephala, Senecio nevadensis, Vandenboschia speciosa
- păsări (73): uliu porumbar (Accipiter gentilis), lăcar mare (Acrocephalus arundinaceus), fluierar de munte (Actitis hypoleucos), pescăruș albastru (Alcedo atthis), rață pitică (Anas crecca), rață mare (Anas platyrhynchos), fâsă-de-câmp (Anthus campestris), acvilă de munte (Aquila chrysaetos), Aquila fasciata, stârc cenușiu (Ardea cinerea), stârc roșu (Ardea purpurea), rață-cu-cap-castaniu (Aythya ferina), buha (Bubo bubo), Bubulcus ibis, șorecarul comun (Buteo buteo), caprimulg (Caprimulgus europaeus), Caprimulgus ruficollis, Certhia brachydactyla, mierla de apă (Cinclus cinclus), șerpar (Circaetus gallicus), erete de stuf (Circus aeruginosus), erete vânăt (Circus cyaneus), porumbel gulerat (Columba palumbus), dumbrăveancă (Coracias garrulus), prepeliță (Coturnix coturnix), gușă vânătă (Cyanecula svecica), egretă mică (Egretta garzetta), presură de grădină (Emberiza hortulana), șoim de iarnă (Falco columbarius), șoim călător (Falco peregrinus), șoimul rândunelelor (Falco subbuteo), vânturel roșu (Falco tinnunculus), cinteză (Fringilla coelebs), lișiță (Fulica atra), ciocârlan (Galerida cristata), Galerida theklae, becațină comună (Gallinago gallinago), găinușă de baltă (Gallinula chloropus), cocor (Grus grus), vulturul pleșuv sur (Gyps fulvus), acvilă pitică (Hieraaetus pennatus), piciorong (Himantopus himantopus), stârc pitic (Ixobrychus minutus), capîntortură (Jynx torquilla), forfecuță gălbuie (Loxia curvirostra), ciocârlie de pădure (Lullula arborea), rață fluierătoare (Mareca penelope), prigoare (Merops apiaster), gaia roșie (Milvus milvus), mierlă de piatră (Monticola saxatilis), muscar sur (Muscicapa striata), vultur egiptean (Neophron percnopterus), pietrar mediteranean (Oenanthe hispanica), Oenanthe leucura, pietrar sur (Oenanthe oenanthe), ciuf-pitic (Otus scops), vultur pescar (Pandion haliaetus), pițigoi de brădet (Periparus ater), cormoran mare (Phalacrocorax carbo carbo), ploier auriu (Pluvialis apricaria), Prunella collaris, Pyrrhocorax pyrrhocorax, cristei de baltă (Rallus aquaticus), mărăcinar negru (Saxicola torquatus), Spatula clypeata, turturică (Streptopelia turtur), silvie roșcată (Sylvia cantillans), Sylvia conspicillata, silvie de tufiș (Sylvia undata), corcodel mic (Tachybaptus ruficollis), pănțărușul (Troglodytes troglodytes), mierlă gulerată (Turdus torquatus), pupăză (Upupa epops)
- amfibieni (1): Discoglossus galganoi
- mamifere (9): Microtus cabrerae, liliac cu aripi lungi (Miniopterus schreibersii), liliac cu urechi de șoarece (Myotis blythii), liliac cu picioare lungi (Myotis capaccinii), liliac cărămiziu (Myotis emarginatus), liliac comun (Myotis myotis), liliacul mediteranean cu potcoavă (Rhinolophus euryale), liliacul mare cu potcoavă (Rhinolophus ferrumequinum), liliacul mic cu potcoavă (Rhinolophus hipposideros)
- nevertebrate (5): Austropotamobius pallipes, Baetica ustulata, croitorul mare al stejarului (Cerambyx cerdo), fluturele auriu (Euphydryas aurinia), Polyommatus golgus
- reptile (1): Mauremys leprosa

Pe lângă speciile protejate, pe teritoriul sitului au mai fost identificate 216 specii de plante, 63 de specii de păsări, 6 specii de amfibieni, 15 specii de mamifere, 30 de specii de nevertebrate, 2 specii de pești, 7 specii de reptile.